# Geogaddi
Geogaddi — второй альбом группы Boards of Canada, выпущенный 3 различными днями в феврале 2002 в разных частях света к огромному ожиданию поклонников.
Звучание у альбома более тяжёлое, чем у его предшественника Music Has the Right to Children. Его название не имеет ясного значения, тем самым оставляя слушателю возможность самому его определить. Этот альбом стал наиболее коммерчески успешной пластинкой группы.

## Обзор
Geogaddi возвращает слушателя к простым, детским мелодичным и гармоничным структурам, которых было довольно много в предыдущем альбоме Music Has the Right to Children. Однако в этом альбоме обыгрываются мотивы, которые некоторые считают достаточно тёмными, хотя для других, они выглядят невинными. Например, некоторые поклонники группы считают, что в названиях композиций скрыт различный мистический подтекст: упоминания рогатых божеств («You Could Feel the Sky»), культа секты Ветвь Давидова («1969»), пускание записи в обратном направлении («A Is to B as B Is to C») и гипнотизма («The Devil Is in the Details»). Конечно, всё это лишь индивидуальные толкования, не подтверждённые самыми музыкантами и открытые для догадок. Хотя музыка сохранила фирменное звучание и мелодии Boards of Canada, альбом может показаться некоторым тревожащим и параноидальным.
Geogaddi — словно испытание огнём: запись ведёт вас по клаустрофобному, извилистому пути, сквозь некие тёмные события перед тем как снова вывести вас на открытый воздух. Альбом словно повествующий. – Майкл Сэндисон
Альбом получил неоднозначные рецензии в год выпуска от некоторых критиков, которых не впечатлило то, что им показалось отсутствием в развитии стиля с момента выхода Music Has the Right to Children в 1998. Тем не менее, альбом считается классикой жанра.
Анонс Geogaddi дуэтом и студией звукозаписи Warp Records не был помпезным. Премьера альбома состоялась в 6 городах по всему миру: Лондоне, Нью-Йорке, Токио, Эдинбурге, Париже и Берлине. Дуэт дал лишь 1 интервью NME по электронной почте.
Альбом доступен в 3 форматах: компакт-диск в стандартной упаковке, ограниченное издание в твёрдой обложке с компакт-диском и дополнительными иллюстрациями и виниловое издание с 3 дисками. Сторона F винилового издания содержит полную версию композиции «Magic Window», в которой явно видится гравюра нуклеарной семьи. Примечательно, что композиция «Magic Window» является абсолютной тишиной во всех 3 форматах издания.
Обложка альбома несёт в себе калейдоскопный мотив. Ограниченное издание альбома содержит 12-страничную брошюру с иллюстрациями. На обеих сторонах разворотов винилового издания также находятся иллюстрации. В действительности Warp предлагала приобрести калейдоскоп, когда Geogaddi впервые был издан, и его до сих пор можно приобрести на интернет-аукционах.
Идею записать альбом продолжительностью 66 минут и 6 секунд предложил президент Warp Records Стив Беккетт (англ. Steve Beckett). Его шутливое рассуждение ставило своей целью заставить слушателей поверить, будто сам дьявол сочинил альбом. Трек «Gyroscope» содержит семплы номерной радиостанции, которые составил Шон Бут из Autechre, что было подтверждено представителем Hexagon Sun на форуме WATMM.
Японское издание Geogaddi содержит дополнительную композицию «From One Source All Things Depend». Она коротка и содержит множество обрывков молящихся детей, дающих своё определение бога. Те же самые семплы слышны в композиции «I Can Feel Him in the Morning» американской рок-группы Grand Funk Railroad на альбоме 1971 Survival. Кем и где были произнесены эти речи неизвестно.

## Список композиций
1. «Ready Lets Go» — 0:59
2. «Music Is Math» — 5:21
3. «Beware the Friendly Stranger» — 0:37
4. «Gyroscope» — 3:34
5. «Dandelion» — 1:15
6. «Sunshine Recorder» — 6:12
7. «In the Annexe» — 1:22
8. «Julie and Candy» — 5:30
9. «The Smallest Weird Number» — 1:17
10. «1969» — 4:19
11. «Energy Warning» — 0:35
12. «The Beach at Redpoint» — 4:18
13. «Opening the Mouth» — 1:11
14. «Alpha and Omega» — 7:02
15. «I Saw Drones» — 0:27
16. «The Devil Is in the Details» — 3:53
17. «A Is to B as B Is to C» — 1:40
18. «Over the Horizon Radar» — 1:08
19. «Dawn Chorus» — 3:55
20. «Diving Station» — 1:26
21. «You Could Feel the Sky» — 5:14
22. «Corsair» — 2:52
23. «Magic Window» — 1:46 (содержит 106 секунд полной тишины)

1. «From One Source All Things Depend» — 2:10 (доступна только в японском издании)

## Участники записи

### Boards of Canada
- Майкл Сэндисон — исполнитель
- Маркус Эойн — исполнитель

### Техническая сторона
- Питер Кэмпбелл — фотография обложки
- Майкл Сэндисон — звукорежиссёр, иллюстрации, фотографии
- Маркус Эойн Сэндисон — звукорежиссёр, иллюстрации, фотографии

## В культуре
- Песня «Gyroscope» звучит в заключительных титрах фильма ужасов «Синистер» 2012 г.